# Sa'd al-Katatni
Muḥammad Saʿd Tawfīq Muṣṭafā al-Katātnī (in arabo حمد سعد توفيق مصطفي الكتاتني‎?; Girga, 3 aprile 1952) è un politico egiziano.
Chiamato anche El-Katatny, è un uomo politico islamista che ha ricoperto la carica di presidente del partito Libertà e Giustizia fino all'ottobre del 2012. Dal gennaio del 2012 fino al suo scioglimento nel mese di settembre di quello stesso anno è stato il primo Presidente dell'Assemblea del Popolo d'Egitto (il parlamento egiziano) a seguito della Rivoluzione egiziana del 2011. In precedenza era stato il primo Segretario generale del partito Libertà e Giustizia e componente dell'Ufficio di Guida (Maktab al-Irshād) della Fratellanza Musulmana.

## Gioventù e istruzione
Al-Katatni completò nel 1974 i suoi studi universitari con un B.Sc. (laurea breve) in Botanica nell'Università di Assiut. Dopo un anno di servizio militare proseguì gli studi, specializzandosi in Microbiologia, conseguendo la laurea specialistica nel 1979. Dopo quattro ulteriori anni di studio nell'Università di Minya, mentre operava come vice assistente universitario, gli fu conferito un dottorato di ricerca in Microbiologia (Patologia fisiologica delle piante). Di conseguenza divenne Assistente universitario in quello stesso Ateneo. Nel 1991 divenne professore associato e nel 2004 professore ordinario.

## Carriera politica
Dal 2005 al 2010, al-Katatni guidò la componente parlamentare della Fratellanza Musulmana. In seguito operò nell'Ufficio della Guida dello stesso movimento. Quando i FM fondarono il Partito Libertà e Giustizia il 30 aprile 2011, al-Katatni fu scelto come suo Segretario generale e quindi si dimise dall'Ufficio della Guida.
Il 22 gennaio 2012 si dimise dalla carica di Segretario del partito Libertà e Giustizia in vista dell'elezione, il giorno dopo, a Presidente dell'Assemblea del Popolo. In quella elezione ebbe 399 voti a suo favore, ossia l'80 % dei complessivi 498 voti parlamentari.
Il 19 ottobre 2012, Libertà e Giustizia lo indicò come presidente del partito. A quel tempo Libertà e Giustizia era il principale partito politico egiziano, controllando il 47% del parlamento.
È stato arrestato nel corso del Golpe egiziano del 2013.

## Orientamento politico
Dopo essere stato prescelto come presidente del partito Libertà e Giustizia, al-Katatni ha espresso il suo desiderio di incrementare il ricorso alla Shari'a nell'ordinamento giuridico in Egitto, affermando che il suo partito era stato istituito dalla Fratellanza per rappresentare il "progetto politico dei Fratelli Musulmani che, in fin dei conti, sarebbe stato il saggio governo che avrebbe reintrodotto la legge islamica della Sharīʿa".
Al-Katani dichiarò le elezioni vinte dalla Fratellanza come il primo passo verso la realizzazione di quell'obiettivo.